# Mojmír Maděrič
Mojmír Maděrič (* 7. nebo 8. srpna 1955 Polešovice) je český herec, hudebník (kontrabasista a kytarista) a moderátor, strýc herečky Kristiny Maděričové.
Mojmír Maděrič vyrůstal v umělecké rodině. Po maturitě na gymnáziu v Uherském Hradišti v roce 1974 vystudoval v roce 1978 činoherní herectví na Janáčkově akademii múzických umění v Brně. Poté působil v brněnském Divadle na provázku. Z něj v roce 1988 odešel do Prahy, kde hrál v Prozatímním divadle Františka Ringo Čecha, odtud pak přešel do divadla Ta Fantastika. Vystupoval i v Divadle Kalich, v Pražském Činoherním klubu a v brněnském Národním divadle. V současnosti účinkuje také v Hudebním divadle v Karlíně.
Především v 80. letech působil jako jeden z asistentů a moderátorů brněnského siláka Franty Kocourka při jeho vystoupeních. 
Účinkoval v televizních pořadech, např. od roku 2017 hraje doktora Valentu z televizního seriálu Modrý kód.
Jako moderátor je znám především z účinkování v pořadu Mňam aneb Prima vařečka z Televize Prima. Dabuje Waylona Smitherse, postavu ze seriálu Simpsonovi.

## Divadelní role, výběr
- 1988 F. R. Čech: Pravda o zkáze Titaniku, Giuseppe Dambrowski, Činoherní studio Ústí nad Labem, režie Zdeněk Podskalský
- 1991 F. R. Čech: Dívčí válka, slovanský pěvec Lumír, Divadlo Semafor Praha, režie Eduard Sedlář